# Al Jolson
Al Jolson, ursprungligen Asa Yoelson, född 26 maj 1886 i Srednik (jiddisch: סרעדניק), guvernementet Kovno, Kejsardömet Ryssland (nu Seredžius i Litauen), död 23 oktober 1950 i San Francisco, Kalifornien, var en amerikansk sångare, skådespelare och komiker. På toppen av sin karriär kallades Jolson "The World's Greatest Entertainer". Hans uttryck var fräckt och extrovert och han gjorde ett stort antal låtar populära med hjälp av sin sentimentala och melodramatiska stil, däribland "You Made Me Love You", "April Showers", "I'm Sitting on Top of the World", "Sonny Boy", "Swanee", "My Mammy" och "Rock-A-Bye Your Baby With A Dixie Melody". 
På 1930-talet var Jolson USA:s mest kända och högsta betalda underhållare. Idag är han främst känd för att ha spelat huvudrollen i den tidiga ljudfilmen Jazzsångaren (1927); han medverkade dock i en följd av framgångsrika musikalfilmer under 1930-talet. Efter en period av inaktivitet blev han åter en eftertraktad stjärna genom en film om hans liv, Al Jolson (1946), där Larry Parks spelade Jolson, men där sångaren dubbade sångpartierna för Parks. Detta framgångsrika koncept upprepades även i en uppföljare, Sången är mitt liv (1949). År 1950 underhöll Jolson amerikanska militärer under Koreakriget, men dog bara veckor efter att ha återvänt till USA. 
Enligt St. James Encyclopedia of Popular Culture, var "Jolson för jazz, blues och ragtime vad Elvis Presley var för rock'n'roll"; han var en rockstjärna innan rockmusiken fanns. Jolson uppträdde ofta i blackfacesmink, en vanlig företeelse inom den amerikanska teatern sedan mitten av 1800-talet. Med sin unika och dynamiska stil att sjunga svart musik, som jazz och blues, har han senare krediterats för att ha bidragit till att introducera afroamerikansk musik till en vit publik. Redan 1911 blev han känd för att kämpa mot diskrimineringen av svarta på Broadway.

## Biografi
Jolson kom till USA som barn och sjöng i en synagoga där hans far var kantor. Han sökte sig till nöjesvärlden, först inom cirkus, och sedan svärtade han sitt ansikte för att se ut som en svart människa och uppträdde på kaféer för svarta och i varietéer. 
Han blev populär på revyscenerna i New York och inom kort var han en av de framgångsrikaste skivartisterna i USA. Han kallade sig själv för the World's Greatest Entertainer ("världens främsta underhållare") och än idag betraktas han som en av tidernas största talanger. Många av senare stora stjärnor, som Mick Jagger, Elvis Presley och David Bowie, har sagt att de influerats av Al Jolson.
År 1927 medverkade Jolson i den första ljudfilmen, Jazzsångaren, där han yttrade den klassiska repliken: "You ain't heard nothin' yet".
I Al Jolsons repertoar finns så kallade evergreens såsom Avalon, Sonny Boy, Mammy, Swanee och You Made Me Love You.
Jolsons popularitet minskade under några år, men han blev populär igen när han uppträdde för de amerikanska trupperna under andra världskriget och vann en ny publik när hans livsöde filmades 1946 i Al Jolson, som också fick en uppföljare Sången är mitt liv (1949). 1950 underhöll han de amerikanska trupperna i Korea. Kort därefter avled han av en hjärtattack.
Åren 1928–1940 var han gift med den populära skådespelaren och steppdansaren Ruby Keeler.

## Filmografi i urval
- Jazzsångaren (1927)
- Den sjungande narren (1928)
- Hennes ideal (1929)
- Säg det med sång (1929)
- Mammy (1930)
- Hallelujah, I'm a Bum (1933)
- Under-bar (1934)
- Casino de Paris (1935)
- The Singing Kid (1936)
- Alexanders Ragtime Band (1938; gästroll)
- Rose från Washington Square (1939)
- Hollywood Cavalcade (1939)
- Sången från södern (1939)
- Rhapsody in Blue (1945)
- Al Jolson (1946; sångröst och gästspel)
- Sången är mitt liv (1949; sångröst)

## Kända sånger i urval
- "That Haunting Melodie" (1911)
- "Ragging the Baby to Sleep" (1912)
- "The Spaniard That Blighted My Life" (1912)
- "You Made Me Love You (I Didn't Want to Do It)" (1913)
- "My Mammy" (1918)
- "Rock-a-Bye Your Baby with a Dixie Melody" (1918)
- "Tell That to the Marines" (1919)
- "Swanee" (1919)
- "Avalon" (1920)
- "O-H-I-O (O-My! O!)" (1921)
- "April Showers" (1921)
- "Toot, Toot, Tootsie" (1922)
- "California, Here I Come" (1924)
- "I'm Sitting on Top of the World" (1926)
- "When the Red, Red Robin (Comes Bob, Bob, Bobbin' Along)" (1926)
- "Back in Your Own Backyard" (1928)
- "There's a Rainbow 'Round My Shoulder" (1928)
- "Sonny Boy" (1928)
- "Liza (All the Clouds'll Roll Away)" (1929)
- "Let Me Sing and I'm Happy" (1930)
- "Anniversary Song" (1946)
- "Alexander's Ragtime Band" (1947)
- "Carolina in the Morning" (1947)
- "About a Quarter to Nine" (1947)
- "Waiting for the Robert E. Lee" (1947)
- "When You Were Sweet Sixteen" (1947)
- "If I Only Had a Match" (1947)
- "Are You Lonesome Tonight?" (1950)

## Diskografi
- 1946 Al Jolson in Songs He made Famous (Decca)
- 1947 Souvenir Album, Vol. 1 (Decca)
- 1948 Al Jolson, Vol. 3
- 1949 Jolson Sings Again (Decca)
- 1949 Souvenir Album, Vol. 2 (Decca)
- 1949 Souvenir Album, Vol. 4 (Decca)
- 1950 Stephen Foster Songs (Decca)
- 1951 Souvenir Album, Vol. 5 (Decca)
- 1951 Souvenir Album, Vol. 6 (Decca)